# Такеучі Кадзуя
Такеучі Кадзуя (1941) — японський ватерполіст.
Учасник Олімпійських Ігор 1964, 1968 років.
Переможець Азійських ігор 1962, 1966 років.